# Parque de La Taconera
Parque de La Taconera är en park i Spanien.   Den ligger i provinsen Provincia de Navarra och regionen Navarra, i den nordöstra delen av landet, 300 km nordost om huvudstaden Madrid. Parque de La Taconera ligger 449 meter över havet.
Terrängen runt Parque de La Taconera är kuperad österut, men västerut är den platt.Runt Parque de La Taconera är det ganska tätbefolkat, med 199 invånare per kvadratkilometer. Närmaste större samhälle är Pamplona, 0,65 km öster om Parque de La Taconera. Trakten runt Parque de La Taconera består till största delen av jordbruksmark.